# رز تایلر
رز تایلر یکی از شخصیت‌های سریال علمی و تخیلی دکتر هو است. این شخصیت توسط راسل تی دیویس خلق شده است. رز اولین همراه دکتر در سری جدید است. بازی در این نقش برعهده "بیلی پایپر" قرار گرفت.
رز در سری اول و دوم جدید ایفای نقش کرد و همچنین در قسمت‌های پایانی حضور دیوید تننت در این سریال بازگشت تا با داوروس بجنگد.